# 금란도
금란도(金卵島)는 군산시 해망동, 소룡동 앞 금강 하구에 있는 인공섬이다. 군산항 내항에 퇴적된 흙을 준설하여 매립해 생겼다. 금란도(金卵島)라는 섬이름은 2012년 11월 군산시에서 지명제안 시민공모를 통해 최종 국토교통부 국가지명위원회에서 채택된 이름으로 시민 '온승조'씨의 제안으로  ‘금강하구에  황금알을 낳는 풍요의 섬’이라는 뜻을 지니고 있으며 금강([錦江])에서 비롯되기는 했지만 첫 금강의 금(錦)자를 새만금의 '금(金)'으로 바꾸어 새만금의 번영과  군산시의 미래 발전적 가치를 담으라는 뜻으로 만든 이름이다.